# Władysław Guckler-Wisłocki
Władysław Guckler-Wisłocki (ur. 1873, zm. 1947) – polski urzędnik.
W okresie zaboru austriackiego w ramach autonomii galicyjskiej był koncypistą policji we Lwowie
W latach 20. pracował w urzędzie województwa stanisławowskiego w Stanisławowie, w którym pełnił funkcję kierownika wydziału.
2 maja 1923 został odznaczony Krzyżem Kawalerskim Orderu Odrodzenia Polski „za zasługi, położone dla Rzeczypospolitej Polskiej na polu bezpieczeństwa publicznego”.

## Publikacje
- O uzdrowieniu administracji w Polsce (1921)
- Policja Państwowa w świetle interesów Państwa i społeczeństwa („Przegląd Prawa i Administracji” 1921)[6]